# Anna zero
Anna zero è l'ottavo album in studio della cantante italiana Anna Tatangelo, pubblicato il 28 maggio 2021 dalla Argentavision.

## Tracce
1. Appartamento – 2:51 (Daniele Dezi, Daniele Mungai, Giacomo Traina, Martina Poggi)
2. Sangria (feat. Beba) – 3:08 (Daniele Lazzarin, Enrico Cremonesi, Roberta Lazzerini, Viviana Colombo, Yves Agbessi)
3. Non mi tocca – 2:30 (Anna Tatangelo, Daniele Lazzarin, Yves Agbessi)
4. Serenata – 2:22 (Davide Totaro, Jacopo Èttorre, Piero Romitelli)
5. Menomale – 3:29 (Livio Cori, Simone Ottaviano)
6. Se – 3:03 (Francesco Sponta, Gabriele Mengarelli, Martina Poggi)
7. Come mai (feat. Martina May) – 2:50 (Flavio Ranieri, Giacomo Chapus, Martina Poggi)
8. Fra me e te (feat. Gemitaiz) – 2:50 (Davide De Luca, Giacomo Traina, Martina Poggi)
9. Guapo (feat. Geolier) – 2:46 (Davide Totaro, Emanuele Palumbo, Martina Poggi)
10. Anna zero – 2:22 (Emiliano Giambelli, Piero Romitelli, Vincenzo Colella)